# Hakuhō Shō
Det här är en artikel om en person med japanskt personnamn; Hakuhō är familjenamnet.
Hakuhō Shō (japanska: 白鵬翔), född som Mönchbatyn Davaadzjargal (mongoliska: Мөнхбатын Даваажаргал), den 11 mars 1985 i Ulan Bator, Mongoliet, är en professionell sumobrottare och den 69:e yokozunan.

## Sumo-karriär
Hakuhō Shō befordrades till yokozuna efter maj-turneringen 2007, eftersom han vunnit både den och den föregående turneringen i mars. I och med Hakuhōs befordran blev han den andre aktive mongoliske yokozunan, tillsammans med Asashoryu. När Asashoryu drabbades av avstängningar och skador kom Hakuho att ta över som den ledande sumobrottaren. 

## Sumo-rekord
- Hakuhō har vunnit flest matcher på ett kalenderår, 86 stycken av 90 möjliga, vilket han uppnådde 2009.

- I juli 2010 blev han första man i historien att vinna tre raka turneringar med resultatet 15-0, ett rekord som han utökade genom att också vinna en fjärde rak förlustfri turnering i september.

- När septemberturneringen 2010 var slut hade Hakuhō vunnit 62 matcher i rad, det näst bästa resultatet i den moderna sumohistorien. Inom räckhåll i november-turneringen fanns Futabyamas "omöjliga" rekord på 69 raka matchsegrar, men på dag två tog sviten slut mot maegashira 1 Kisenosato. 63 raka segrar blev alltså resultatet.

- I och med den förlustfria turneringssegern i mars 2013 satte Hakuhō nytt rekord med nio förlustfria turneringar, ett rekord som ökades till tio efter maj 2013.

- I novemberturneringen 2016 blev Hakuhō den tredje sumobrottaren genom tiderna att uppnå 1 000 vinster.

- 25 november 2017 tog han sin 40:e turneringsseger, vilket är flest genom tiderna.